# Giovanni I di Waldeck
Giovanni I di Waldeck-Landau (1521 o 1522 – Bad Arolsen, 9 aprile 1567) fu il fondatore del ramo minore di Waldeck-Landau. Per via dei suoi sforzi per sostenere la fede evangelica nel paese, fu chiamato "il Pio".

## Vita
Era il secondo figlio maschio del conte Filippo III di Waldeck-Eisenberg, dalle sue seconde nozze con Anna di Kleve. Come suo fratello Filippo, studiò all'università di Marburgo a partire dal 1537. Dopo la morte del padre, nel 1539, l'eredità fu divisa tra Giovanni I, che fu capostipite del ramo minore di Waldeck-Landau, ed il suo fratellastro, nato dal primo matrimonio del padre, Volrado II, capostipite del ramo minore di Waldeck-Eisenberg.
Giovanni combatté dalla parte protestante nella guerra di Smalcalda, contro l'imperatore Carlo V. Per questa ribellione, con diversi altri membri casato di Waldeck, fu citato in giudizio ad Augusta il 26 novembre 1547, dove furono umiliati dal vescovo Antoine Perrenot de Granvelle, che rappresentava l'imperatore: dovettero chiedere il perdono in ginocchio e l loro madri dovettero pagare una multa considerevole.
Nel 1553, Giovanni I visitò suo zio, il vescovo Francesco di Münster, che gli chiese di mediare in una disputa tra il consiglio cittadino di Münster e le gilde. dopo che questa disputa fu risolta, Francesco abrogò i privilegi che aveva concesso a battisti dopo la rivolta di Münster. Giovanni I è menzionato in questo decreto.
Dopo la pace di Augusta del 1555, Giovanni propose agli altri conti di Waldeck di tenere un incontro con tutti i ministri della contea per migliorare la chiesa luterana. I conti erano rappresentati all'incontro dai loro consiglieri. Erano anche presenti predicatori da Lippe; l'obiettivo era quello di elaborare un ordinamento ecclesiastico uniforme sia per Lippe che per Waldeck. Il sinodo decise che dovevano essere nominati ispettori e sovrintendenti in ogni contea. Dopo che gli ispettori avevano visitato tutte le chiese, fu convocato un altro sinodo, dove furono discussi i risultati di queste ispezioni e fu preparato e approvato l'ordinamento ecclesiastico, stampato per la prima volta nel 1557 a Marburgo.
Nel 1561, Jobst Schaden, governatore di Volkmarsen, dall'arcidiocesi di Colonia, invase il territorio di Giovanni I, che si rivolse per aiuto al langravio Filippo I d'Assia.
A causa di una disputa ereditaria, ebbe un rapporto travagliato con sua madre. Il duca Guglielmo di Jülich-Kleve-Berg ed il langravio Filippo I mediarono e un compromesso fu raggiunto nel 1561. Sua madre evrebbe amministrato il distretto di Arolsen fino alla sua morte; dopo la sua morte, il distretto sarebbe tornato a Waldeck-Landau. Sempre nel 1561, aggiunse un nuovo cancello d'ingresso e un ufficio di cancelleria al castello di Landau. Dopo la morte di Bernardo VIII di Lippe, Giovanni I diventò tutore dei suoi figli.
Giovanni I morì il 9 aprile 1567 e fu sepolto nella chiesa della città di Mengeringhausen. Una lastra di ferro e un epitaffio di pietra contraddistinguono la sua tomba.

## Matrimonio e figli
In 1550, Giovanni I sposò Anna, figlia di Simone V di Lippe. Ebbero otto figli: 
- Filippo VI (1551–1579)
- Francesco III (1553–1597)
- Simone
- Anastasia (1555–1582), che sposò il conte Federico di Diepholz
- Giovanni (1557– )
- Margherita (1559–1580), che sposò il conte Gundicaro di Waldeck-Wildungen
- Bernardo (1561–1591), vescovo di Osnabrück
- Agnese (1563–1576)

## Ascendenza
|                                         |                           |                                        | Genitori                            |  |  | Nonni |  |  | Bisnonni                            |  |  | Trisnonni                            |  |
|                                         |                           |                                        |                                     |  |  |       |  |  | Volrado I, conte di Waldeck-Waldeck |  |  | Enrico VII, conte di Waldeck-Waldeck |  |
|                                         |                           |                                        |                                     |  |  |       |  |  | Volrado I, conte di Waldeck-Waldeck |  |  | Enrico VII, conte di Waldeck-Waldeck |  |
|                                         |                           | Margherita di Nassau-Wiesbaden-Idstein |                                     |  |  |       |  |  | Volrado I, conte di Waldeck-Waldeck |  |  |                                      |  |
| Filippo II, conte di Waldeck-Eisenberg  |                           |                                        |                                     |  |  |       |  |  | Volrado I, conte di Waldeck-Waldeck |  |  |                                      |  |
|                                         |                           | Barbara di Wertheim                    | Michele I, conte di Wertheim        |  |  |       |  |  |                                     |  |  |                                      |  |
|                                         |                           | Barbara di Wertheim                    | Michele I, conte di Wertheim        |  |  |       |  |  |                                     |  |  |                                      |  |
|                                         |                           | Barbara di Wertheim                    | Sofia di Henneberg-Aschach          |  |  |       |  |  |                                     |  |  |                                      |  |
| Filippo III, conte di Waldeck-Eisenberg |                           | Barbara di Wertheim                    |                                     |  |  |       |  |  |                                     |  |  |                                      |  |
|                                         |                           | Cuno, conte di Solms-Lich              | Giovanni VI, conte di Solms-Lich    |  |  |       |  |  |                                     |  |  |                                      |  |
|                                         |                           | Cuno, conte di Solms-Lich              | Giovanni VI, conte di Solms-Lich    |  |  |       |  |  |                                     |  |  |                                      |  |
|                                         |                           | Cuno, conte di Solms-Lich              | Elsa di Kronberg                    |  |  |       |  |  |                                     |  |  |                                      |  |
| Caterina di Solms-Lich                  |                           | Cuno, conte di Solms-Lich              |                                     |  |  |       |  |  |                                     |  |  |                                      |  |
|                                         |                           | Valpurga di Dhaun-Kyrburg              | Giovanni IV, conte di Dhaun-Kyrburg |  |  |       |  |  |                                     |  |  |                                      |  |
|                                         |                           | Valpurga di Dhaun-Kyrburg              | Giovanni IV, conte di Dhaun-Kyrburg |  |  |       |  |  |                                     |  |  |                                      |  |
|                                         |                           | Valpurga di Dhaun-Kyrburg              | Elisabetta di Hanau                 |  |  |       |  |  |                                     |  |  |                                      |  |
| Giovanni I, conte di Waldeck-Landau     |                           | Valpurga di Dhaun-Kyrburg              |                                     |  |  |       |  |  |                                     |  |  |                                      |  |
|                                         | Giovanni I, duca di Kleve | Adolfo I, duca di Kleve                |                                     |  |  |       |  |  |                                     |  |  |                                      |  |
|                                         | Giovanni I, duca di Kleve | Adolfo I, duca di Kleve                |                                     |  |  |       |  |  |                                     |  |  |                                      |  |
|                                         | Giovanni I, duca di Kleve | Maria di Borgogna                      |                                     |  |  |       |  |  |                                     |  |  |                                      |  |
| Giovanni II, duca di Kleve              | Giovanni I, duca di Kleve |                                        |                                     |  |  |       |  |  |                                     |  |  |                                      |  |
|                                         |                           | Elisabetta di Nevers                   | Giovanni II, conte di Nevers        |  |  |       |  |  |                                     |  |  |                                      |  |
|                                         |                           | Elisabetta di Nevers                   | Giovanni II, conte di Nevers        |  |  |       |  |  |                                     |  |  |                                      |  |
|                                         |                           | Elisabetta di Nevers                   | Giacomina d'Ailly                   |  |  |       |  |  |                                     |  |  |                                      |  |
| Anna di Kleve                           |                           | Elisabetta di Nevers                   |                                     |  |  |       |  |  |                                     |  |  |                                      |  |
|                                         |                           | Enrico III, langravio dell'Alta Assia  | Luigi I, langravio d'Assia          |  |  |       |  |  |                                     |  |  |                                      |  |
|                                         |                           | Enrico III, langravio dell'Alta Assia  | Luigi I, langravio d'Assia          |  |  |       |  |  |                                     |  |  |                                      |  |
|                                         |                           | Enrico III, langravio dell'Alta Assia  | Anna di Sassonia                    |  |  |       |  |  |                                     |  |  |                                      |  |
| Matilde d'Assia                         |                           | Enrico III, langravio dell'Alta Assia  |                                     |  |  |       |  |  |                                     |  |  |                                      |  |
|                                         |                           | Anna di Katzenelnbogen                 | Filippo I, conte di Katzenelnbogen  |  |  |       |  |  |                                     |  |  |                                      |  |
|                                         |                           | Anna di Katzenelnbogen                 | Filippo I, conte di Katzenelnbogen  |  |  |       |  |  |                                     |  |  |                                      |  |
|                                         |                           | Anna di Katzenelnbogen                 | Anne di Württemberg                 |  |  |       |  |  |                                     |  |  |                                      |  |
|                                         |                           | Anna di Katzenelnbogen                 |                                     |  |  |       |  |  |                                     |  |  |                                      |  |